# Encephalartos equatorialis
Encephalartos equatorialis är en kärlväxtart som beskrevs av P.J.H. Hurter. Encephalartos equatorialis ingår i släktet Encephalartos och familjen Zamiaceae. IUCN kategoriserar arten globalt som akut hotad. Inga underarter finns listade i Catalogue of Life.